# Луценко, Наталья Борисовна
Луценко Наталья Борисовна (родилась в 1956, Кропоткин, Краснодарский край) — мэр города Кисловодска с 31 мая 2009 года по 2014 год.

## Биография
Луценко Наталья Борисовна родилась в городе Кропоткин Краснодарского края в 1956 году.
Окончила Ставропольский политехнический институт с красным дипломом.
1996-2001 гг. — работала заместителем главы Кисловодска, курировала блок экономических вопросов.
С 2001 года — возглавляла холдинг «ООО Курортное управление», управляющий профсоюзными здравницами КМВ.
29 октября 2008 года — губернатор Ставропольского края Гаевский представляет нового главу городской администрации Кисловодска.
3 июля 2009 года — официальная церемония вступления в должность главы города-курорта Кисловодска.
17 сентября 2009 года — вошла в состав Совета при Президенте РФ по развитию местного самоуправления.
Главный врач санатория «Родник» в Пятигорске.

## Деятельность на посту мэра Кисловодска
В марте 2013 года губернатор Валерий Зеренков после одного из дневных выпусков ГТРК «Ставрополье» жестко прокомментировал ситуацию с уборкой мусора на улицах Кисловодска, обязав всех работников мэрии выйти на уборку города-курорта, а также позвонил в редакцию ГТРК с предложением поехать оценить труд чиновников журналистам на следующее утро, в случае если ситуация не изменится, Зеренков заявил, что уволит всю муниципальную администрацию. Спустя две недели Зеренков на заседании Правительства Ставропольского края обратился к теме жилищно-коммунального хозяйства и благоустройства поселений Кисловодска. По его словам, был отстранён от занимаемой должности первый заместитель главы Кисловодска, курировавший вопросы благоустройства.

Хотел бы всех предупредить: если я берусь за какой-то вопрос, то довожу его до логического завершения. Если чиновник не устраняет недочеты в своей работе — он лишится кресла.— Валерий Зеренков

## Премии и почётные звания
- Премия «Журналистское признание» в номинации «Политик года»[9].